# Bruce Bay
Die Bruce Bay ist eine Bucht an der West Coast auf der Südinsel von Neuseeland.

## Geographie
Die Bucht befindet sich rund 42 km nordöstlich von Haast und gut 40 km südwestlich des Fox Glacier. Sie besitzt eine Länge von rund 10 km und erstreckt sich in nordöstlich verlaufende Richtung von Heretaniwha Point zum Makawhio Point, zwei markante felsige Erhebungen an der Küste, die in die See hineinragen. In der Bucht liegt die gleichnamige Ansiedlung Bruce Bay, durch die der New Zealand State Highway 6 führt.

## Geschichte
Die Bucht wurde nach dem Dampfer Bruce benannt, der 1865 in der Bucht vor Anker ging. Das Schiff diente einer Expedition, die von der damaligen Provinzregierung beauftragt, unter der Leitung von Kapitän Frederick D. Gibson die Bruce Bay und den Hokarita River erforschte. Außerdem nahm der Dampfer seinerzeit 2700 Unzen Gold auf, die Goldschürfer in der Gegend gesammelt hatten.
In den frühen Jahrzehnten des Bergsteigens in Neuseeland bildete die Bucht einen Ausgangspunkt für Expeditionen in die Neuseeländischen Alpen. Einige der dort ansässigen Māori betätigten sich als Träger oder Bergführer, darunter George Bannister.